# Long Term Evolution

Adoção da tecnologia LTE em 7 de dezembro de 2014.
Países com redes LTE em operação comercial
Países com redes LTE em implantação ou planejadas
Países a realizar testes com o sistema LTE (pré-acordo)

O LTE (acrónimo de Long Term Evolution, em português Evolução de Longo Prazo) é um padrão de redes de comunicação móveis que se encontra em fase de adaptação por parte dos operadores que utilizam tecnologias GSM como 3G/W-CDMA e HSPA e também pelos operadores de CDMA. Esta nova tecnologia de rádio permite velocidades de 150Mb/s de downlink e 50Mb/s de uplink (taxas máximas), embora sua proposta original previa, em teoria, uma velocidade de 300Mb/s.
O LTE foi concebido para manter a compatibilidade com o GSM e o HSPA. Incorpora o Multiple In Multiple Out (MIMO), em combinação com uma multiplexação Orthogonal Frequency Division Multiple Access (OFDMA) no downlink e Single Carrier FDMA no uplink para conseguir utilizações eficientes do espectro. Ele pode ser utilizado em blocos de frequências de 1,4 MHz a 20 MHz e ambas em operação FDD e TDD.
Apesar de tanto o LTE como o WiMAX utilizarem uma ligação sem fios OFDMA, o primeiro possui a vantagem de ser compatível com os recursos existentes nas redes HSPA e GSM, permitindo que os operadores móveis possam realizar a transição para a tecnologia LTE sem descontinuidade de serviço nas redes já existentes.
Vários dos grandes operadores de comunicações móveis, incluindo alguns que utilizam a norma CDMA, optaram pela adopção dessa tecnologia nos próximos anos.

## LTE por país

### Em Portugal
A emissão de TV de sinal aberto sofreu alterações em todo o país. A passagem do sinal de TV analógico para o digital era inevitável e a adoptou-se o DVB-T.
Juntando o “útil ao agradável” a ANACOM disponibilizou e levou a leilão várias frequências destinadas a redes móveis.
As 3 operadoras nacionais dispõem da mesma capacidade, nas frequências usadas para serviços 4G:
| Frequências | Operadores | Operadores | Operadores |
| Frequências | MEO        | Vodafone   | NOS        |
| 800Mhz      | 2x10Mhz    | 2x10Mhz    | 2x10Mhz    |
| 1800Mhz     | 2x14Mhz    | 2x14Mhz    | 2x14Mhz    |
| 2600Mhz     | 2x20Mhz    | 2x20Mhz    | 2x20Mhz    |

A frequência mais apropriada para a máxima qualidade em redes LTE e que consegue maior penetração em espaços indoor, pondo de parte efeitos externos, é a dos 800 MHz, conseguindo maior alcance com o mínimo de perdas.
Com a migração da TV analógica para digital terminada, entram então em funcionamento as antenas de rede móvel referentes a essa frequência, em Abril de 2012.
Aquando do leilão do 4G, os três operadores ficaram obrigados a cobrir 160 freguesias cada um, fruto dos dois lotes que adquiriram na frequência dos 800 MHz. A lista de 480 freguesias tinha sido definida em setembro de 2012, tendo-se seguido o período de escolha.
A listagem definitiva foi aprovada pela Anacom a 22 de agosto, numa deliberação onde o regulador dispensa uma audiência prévia dos interessados por todo o processo ter decorrido em conformidade com as regras definidas.

### No Brasil
A faixa 700 MHz, que é hoje destinada à televisão aberta, com previsão de sua extinção gradual entre 2016 e 2018, poderia ser utilizada pois os canais que seriam afetados são atualmente pouco utilizados, no UHF estaria ainda disponíveis vários canais do canal 13 ao canal 51.
O governo brasileiro está tentando fazer o leilão da faixa 2500 MHz onde, a cobertura seria muito menor e mais cara porque precisaria de muito mais antenas. Além disso, celulares e tablets vindos dos Estados Unidos (EUA) e Europa não funcionariam aqui, a exemplo do Apple iPad 3 LTE que só funciona em 700 MHz. Fabricantes como a Qualcomm líder em tecnologia 4G recomendam o uso do espectro de 700 MHz na América Latina.
Liberar os canais de 52 ao 69 em UHF (TV aberta analógica) traria o 4G a um custo menor pois haveria um gasto menor para aumento da cobertura, já que a frequência 700 MHz tem um alcance até 4 vezes maior que o 2500 MHz.
Porém, o serviço nos 700Mhz que já funciona no Japão, causa interferências severas nas TV digitais na faixa do UHF. Por sua vez, entidades do setor de radiodifusão como a ABERT defendem a não implantação deste segmento para o 4G, e apenas para uso de serviços da TV Digital no Brasil.

## LTE-Avançado
O LTE-Avançado estende princípios que estão por trás da tecnologia LTE em mais um passo na transferência de dados. Incorporarem o alto MIMO (4x4 e mais além) e que permite múltiplos operadores para serem ligados em conjunto num único fluxo, o segmento alvo é para taxas de velocidade de 1Gbps que foram estabelecidas.
LTE-Avançado também tem a intenção de usar uma série de outras inovações, incluindo a capacidade de utilização de faixas de frequência não contíguas , com a intenção de que isso irá aliviar problemas na faixa de frequências de um espectro cada vez mais lotado, as suas estações base e plena incorporação de Femto vão utilizar nas células de auto-organização da rede técnicas.
LTE-Avançado é uma tecnologia da 3GPP como um candidato para a ITU-R no processo IMT-Advanced, que se destina a identificar a tecnologia '4G'.